# 릭 루빈
프레드릭 제이 "릭" 루빈(영어: Frederick Jay "Rick" Rubin, 1963년 3월 10일 ~ )은 미국의 음반 프로듀서이자 레코드 회사 경영자이다. 데프 잼 레코딩의 공동 설립자(러셀 시몬스와 함께)이며, 아메리칸 레코딩스의 설립자이자 컬럼비아 레코드의 전 공동 대표이다.
루빈은 비스티 보이즈, 런-DMC, 퍼블릭 에너미, LL 쿨 제이 등의 음반을 제작하여 힙합의 대중화에 지대한 기여를 했다. 또한 헤비메탈(메탈리카, 슬레이어), 얼터너티브 록(더 컬트, 레드 핫 칠리 페퍼스, 스트록스, 위저), 하드 록(오디오슬레이브, 에어로스미스), 뉴 메탈(린킨 파크, 레이지 어게인스트 더 머신, 시스템 오브 어 다운), 컨트리(조니 캐시, 딕시 칙스), 팝(아델, 에드 시런) 등 다양한 장르의 아티스트들의 음반을 제작했다.
루빈은 2007년 MTV에서 "지난 20년간 가장 중요한 프로듀서"로 선정되었으며, Time지가 선정한 "세계에서 가장 영향력 있는 100인" 명단에도 이름을 올렸다. 
그의 첫 번째 저서인 "The Creative Act: A Way of Being"(한글판 <창조적 행위 : 존재의 방식>)은 2023년 1월에 출간되었다.